# Il était une fois Homer et Marge
Pour les articles homonymes, voir Il était une fois.
Il était une fois Homer et Marge (France) ou Nos belles années (Québec) (The Way We Was) est le 12e épisode de la saison 2 de la série télévisée d'animation Les Simpson.

## Synopsis
La famille regarde la télévision lorsque celle-ci tombe en panne. Homer, Lisa et Bart sont anéantis, mais Marge rappelle à Homer que lorsqu'ils se sont rencontrés, ils ne la regardaient presque pas. Devant les questions de Lisa, curieuse, Homer et Marge en viennent à raconter la naissance de leur amour, au lycée, en 1974… et oublient la télévision !